# Taipei chinois aux Jeux olympiques d'hiver de 1992
 (octobre 2016).
Le Taipei chinois participe aux Jeux olympiques d'hiver de 1992, qui ont lieu à Calgary au Canada. Ce pays, représenté par huit athlètes, prend part aux Jeux d'hiver pour la troisième fois de son histoire sans remporter de médaille.

## Résultats

### Bobsleigh
| Bob   | Athlètes                                                | Épreuve             | Manche 1      | Manche 1 | Manche 2      | Manche 2 | Manche 3      | Manche 3 | Manche 4      | Manche 4 | Total         | Total |
| Bob   | Athlètes                                                | Épreuve             | Temps         | Rang     | Temps         | Rang     | Temps         | Rang     | Temps         | Rang     | Temps         | Rang  |
| ----- | ------------------------------------------------------- | ------------------- | ------------- | -------- | ------------- | -------- | ------------- | -------- | ------------- | -------- | ------------- | ----- |
| TPE-1 | Chen Chin-San Chang Min-Jung                            | Bob à deux hommes   | 1 min 02 s 77 | 30       | 1 min 03 s 83 | 32       | 1 min 02 s 91 | 32       | 1 min 02 s 96 | 33       | 4 min 10 s 97 | 33    |
| TPE-1 | Chen Chin-San Chen Chin-Sen Hsu Kuo-Jung Chang Min-Jung | Bob à quatre hommes | 1 min 00 s 31 | 27       | 1 min 00 s 45 | 26       | 1 min 00 s 52 | 25       | 1 min 00 s 66 | 26       | 4 min 01 s 94 | 26    |

### Patinage artistique
| Athlète   | Épreuve          | SP | FS | TFP  | Rang |   |
| --------- | ---------------- | -- | -- | ---- | ---- | - |
| David Liu | Individuel Homme | 15 | 19 | 26.5 | 17   | – |

### Ski alpin

#### Hommes
| Athlète        | Épreuve      | Manche 1      | Manche 2      | Total         | Total |
| Athlète        | Épreuve      | Temps         | Temps         | Temps         | Rang  |
| -------------- | ------------ | ------------- | ------------- | ------------- | ----- |
| Tang Wei-Tsu   | Super-G      | NC            | NC            | DNF           | -     |
| Ong Ching-Ming | Slalom géant | 1 min 38 s 66 | DNF           | -             | -     |
| Chen Tong-Jong | Slalom géant | 1 min 31 s 48 | 1 min 34 s 51 | 3 min 05 s 99 | 81    |
| Chen Tong-Jong | Slalom       | DNF           | DSQ           | -             | -     |